# Lisa Ann
Lisa Ann, född som Lisa Anne Corpora den 9 maj 1972 i Easton, Pennsylvania, är en amerikansk porrskådespelare.

## Karriär
Lisa Ann började med erotisk dans år 1990 för att betala sin skolgång, där hon blev en certifierad tandsköterska. I juli 1993 började hon som porrskådespelerska, men slutade 1997 på grund av rädsla för aids. Hon tillbringade flera år som dansare på strippklubbar runt om i landet, innan hon återvände till sexindustrin som agent och senare även som skådespelare. Hennes talangagentur, Clear Talent Management, grundades 2006, och döptes senare om till Lisa Ann's Talent Management. 2007 slogs Lisa Ann's Talent Management ihop med Seymore Butts' Lighthouse Agency.
Lisa Ann spelade huvudrollen i Who's Nailin' Paylin?, en parodi på republikanska vicepresident-kandidaten 2008, Sarah Palin. Filmen som är producerad av Larry Flynts Hustler Video, visar Lisa Ann i sexscener med andra kvinnliga porrstjärnor som även de gör parodier på kända kvinnliga politiker, till exempel Hillary Clinton (som spelas av veteranporrstjärnan Nina Hartley) och Condoleezza Rice (som spelas av Jada Fire). Filmen släpptes på valdagen den 4 november 2008.
Lisa Ann gjorde huvudrollen i Obama is Nailin' Paylin, en scen där hon fortsatte som Sarah Paylin, denna gång en parodi på Barack Obama. Scenen är endast tillgänglig för Hustlers medlemmar på deras hemsida och på Blu-ray-utgåvan av filmen. Den är inte tillgänglig på DVD-utgåvan. Denna "bonus scen" släpptes strax före valet den 3 november 2008. Det meddelades i mars 2009 att Hustler hade planer på att producera en uppföljare till Who's Nailin' Paylin? med Lisa Ann gör om sin roll som "Serra Paylin". Filmen släpptes den 26 augusti 2009 med titeln "Letterman is Nailin Palin."
Hon upprepade sin roll som "Serra Paylin" i ett cameo-framträdande i Eminems musikvideo "We Made You", efter ett förlag från regissören Joseph Kahn.
Efter uppmuntran från skådespelarkollegan CJ Wright, gjorde Lisa Ann regidebut i filmen Hung XXX, utgiven i september 2009 av Justin Slayer International.
I december 2009 utsågs Lisa Ann till talesperson för RealTouch, en mekaniserad lösvagina producerad av AEBN.
I mars 2010 var Lisa Ann med i en samhällsinformation för Free Speech Coalition på temat piratkopiering av sexuellt innehåll på internet, regisserad av Michael Whiteacre. Videon som hade titeln "FSC All-Star Anti-Piracy PSA," där även porrskådespelarna Julie Meadows, Kimberly Kane, Ron Jeremy, Wicked Pictures, Alektra Blue och Kaylani Lei är med.
Tillsammans med Nikki Benz och Sean Michaels valdes Lisa Ann till värd för XRCO Awards i april 2010. Hon sade "XRCO var det första evenemanget jag deltog i, att nu vara värd, det är betydelsefullt!".
År 2011 inkluderade CNBC henne på en lista som kallades "The Dirty Dozen," som omfattar de 12 populäraste pornografistjärnorna. CNBC rapporterade att stjärnan först var populär under 1990-talet, men att ha slutat som porrskådespelare 1997 för att bli en agent. Lisa Anns karriär återupplivades 2008 av parodifilmerna som Sarah Palin. Filmen gjorde Lisa Ann till en av AEBN:s mest populära stjärnor.

## Priser
- 2006 XRCO Award – Best Comeback
- 2009 AVN Award – MILF/Cougar Performer of the Year[21]
- 2009 AVN Hall of Fame inductee[21]
- 2010 XBIZ Award Nominee - Porn Star Website of the Year [22]
- 2010 XRCO Award – MILF Of The Year[23]
- 2010 F.A.M.E. Award – Favorite MILF[24]
- 2011 XBIZ Award – MILF Performer of the Year[25]
- 2011 Urban X Award – Best Milf Performer [26]